# Hannah Montana
Hannah Montana là một series phim sitcom của Mỹ, được chiếu trên kênh Disney từ ngày 24 tháng 3 năm 2006. Bộ phim kể về một nữ sinh trung học sống một cuộc sống hai mặt, ban ngày là Miley Stewart (diễn xuất bởi Miley Cyrus) một nữ sinh bình thường, ban đêm là ca sĩ nhạc pop nổi tiếng quốc tế Hannah Montana, và không ai biết bí mật này, trừ gia đình và vài người bạn của cô.
Bộ phim đã được đề cử giải Primetime Emmy cho chương trình trẻ em đáng chú ý từ năm 2007 đến 2010. Hannah Montana: The Movie được chiếu tại các rạp vào ngày 10 tháng 4 năm 2009. Phần thứ ba của phim được khởi chiếu vào ngày 2 tháng 11 năm 2008 và kết thúc vào ngày 14 tháng 3 năm 2010. Phần 4 và cũng là phần cuối cùng, được khởi quay vào ngày 18 tháng 1 năm 2010, và kết thúc vào ngày 14 tháng 5 năm 2010. Phần này được khởi chiếu trên kênh Disney vào ngày 11 tháng 7 năm 2010, và là bộ phim cuối cùng của kênh Disney được chuyển từ định dạng SD sang HD. Phần bốn của Hannah Montana được ra mắt với tên Hannah Montana Forever. Tập cuối của phim dài một giờ đồng hồ đã được ra mắt vào ngày 16 tháng 1 năm 2011.

## Sản xuất
Michael Poryes, người đồng sáng tạo của phim, cũng là đồng sáng tạo của một phim dài tập ăn khách khác của Disney là That's So Raven. Phim này được sản xuất bởi It's A Laugh Production, Inc., cộng tác với Disney. Phim quay tại Trường quay Tribune ở Hollywood, California. Buổi ra mắt của phim đánh dấu một kỷ lục số người xem mới cho kênh Disney: 5,4 triệu người xem, được phản hồi giám đốc Disney Channel Entertainment là "vượt trên cả những mong đợi ghê gớm nhất"
Ý tưởng gốc của phim dựa vào tập "Goin' Hollywood" của That's So Raven, đã từng là tập thử nghiệm cho một chưng trình sitcom mang tên Better Days với một ngôi sao nhí ước muốn được hoà nhập với mọi người và làm người bình thường. Tập "New Kid In Town" của phim cũng có nội dung tương tự với tập được nhắc đến ở trên. Một số tên khác đã từng được cân nhắc để đặt tên cho phim là: The Secret Life of Zoe Stewart (bị cho là quá giống với chương trình Zoey 101 trên kênh Nickelodeon), The Popstar Life!, và Alexis Texas. Cựu thí sinh American Juniors Jordan McCoy và ca sĩ nhạc pop, R&B, JoJo (người đã từ chối vai diễn), đã được cân nhắc cho vai Zoe Stewart. Miley Cyrus đến thử vai cho vai bạn thân Lily Romero, sau đó đổi thành Lily Truscott, nhưng người ta nghĩ cô nên đóng vai chính nên Miley quyết định thử luôn vai Zoe Stewart/Hannah Montana. Tên nhân vật chính của phim được đổi từ Zoe Stewart thành Chloe Stewart và tiếp tục đổi thành Miley Stewart khi Miley Cyrus nhận vai diễn. Cái tên Hannah Montana cũng bị thay đổi nhiều lần, 3 tên trước là Anna Cabana, Samantha York, và Alexis Texas.
Tháng 12, 2006, Disney thông báo kế hoạch phát hành các sản phẩm có mác Hannah Montana như: quần áo, trang sức, đồ thêu và búp bê tại một số cửa hàng.. Hãng Play Along Toys cũng phát hành búp bê Hannah Montana thời trang, búp hê hát theo Hannah Montana và búp bê Miley Stewart vào tháng 8 năm 2007. Nhiều búp bê Hannah cũng được bày bán vào tháng 11, cùng với búp bê của Oliver, Lily và Jake Ryan. Chúng trở thành một trong những búp bê bán chạy nhất dịp Giáng sinh năm 2007. Hannah Montana được ký hợp đồng quay thêm một mùa nữa. Mùa thứ hai bắt đầu quay và tháng 12. Mùa mới ra mắt vào tháng 4 năm 2007, khi mà Miley đã vào trung học. Jason Earls tại buổi ra mắt đĩa DVD của High School Musical 2 cho biết việc quay phim mùa thứ hai đã hoàn tất.
Tháng 2, 2008, phim dài tập Hannah Montana đã trở nên rắc rối khó gỡ vì nữ diễn viên chính Miley Cyrus có ý kiến sẽ không kết hợp tham gia vì cô muốn lột bỏ phong cách trẻ con để tập trưởng thành. Sự kiện đã khiến Disney phải mở một cuộc họp với "80 người, ở mọi cấp ở phạm vị quốc tế để bản về tương lại của Hannah Montana". Tất cả thành viên hội đồng quản trị đều có mặt tại cuộc họp.

### Độ nổi tiếng
Nhờ vào việc có được tỉ lệ người xem cao ngất ngưởng của phim, buổi biểu diễn của Hannah Montana cũng được mọi người đón nhận nồng nhiệt. Vé cho mỗi buổi biểu diễn đều bị bán sạch, một số kẻ đầu cơ còn bán vé với giá hàng ngàn USD. Buổi biểu diễn thu hút nhiều sự chú ý với ví dụ là cựu thống đốc bang Illinois Rod Blagojevich đã thừa nhận ông đã đến dự buổi biểu diễn này.

### Cảnh mở màn
Bài hát chính thức cho phim là "The Best Of Both Worlds" viết bởi Matthew Gerrard và Robbie Nevil, sản xuất bởi Gerrard và trình bày bởi Miley Cyrus, John Carta là người soạn nhạc. Lời bài hát diễn tả nội dung cơ bản của phim
Phiên bản đầy đủ của bài hát dài 2 phút, 54 giây, được phát hành trong album soundtrack của phim vào tháng 10 năm 2006. Còn trong đoạn mở màn thì bài hát chỉ dài 50 giây. Chỉ đoạn đầu và đoạn cuối được sử dụng. "Just Like You" và "The Other Side Of Me" cũng đã được thử nghiệm cho đoạn mở màn, trước khi "Best Of Both Worlds" được chọn.
The opening sequence for the first two seasons features episode clips of each cast member when their name appears. Each cast member's name is "wiped" on the screen in a marquee-light-style. The sequence then switches to full-screen episode clips (most of the clips used in the Season One version of the sequence were of the early produced episodes) with the creator's names appearing in the second-to-last clip. The show's title logo design appears at the beginning and end of the sequence (the latter portion on the "concert stage" features Cyrus as her character Hannah Montana). The only change to the sequence for season two were the replacement of episode clips and the addition of the Disney logo above the show's title logo.
Ở phần thứ 3, đoạn mở đầu thay đổi. Giới thiệu Miley là chính cô và là Hannah Montana tại một địa điểm giống Quảng trường Thời đại. Các cảnh quay và tên diễn viên xuất hiện trên một màn hình. Bài hát trong đoạn này là phiên bản mới của "Best Of Both Worlds", được thu âm cho Hannah Montana: The Movie. Đoạn mở đầu của phần 4 được chuyển sang định dạng HD, và phông chữ nền được thay đổi, chữ "Forever" được thêm vào logo chính. Mitchell Musso không còn ở trong dàn diễn viên chính cũng như không xuất hiện trong clip mở đầu.

## Nhân vật

Các diễn viên trong Hannah Montana phần thứ nhất.
(trái sang phải) Mitchel Musso vai Oliver Oken, Emily Osment vai Lilly Truscott, Miley Cyrus vai Miley Stewart, Billy Ray Cyrus vai Robby Stewart, và Jason Earles vai Jackson Stewart

Các diễn viên trong Hannah Montana phần thứ hai – nay.
(trái sang phải) Moisés Arias vai Rico Suave, Jason Earles vai Jackson Stewart, Billy Ray Cyrus vai Robby Stewart, Miley Cyrus vai Hannah Montana (Miley Stewart), Mitchel Musso vai Oliver Oken và Emily Osment vai Lilly Truscott

Hầu hết các diễn viên trong Hannah Montana phần thứ 3.
(trái sang phải) Jason Earles vai Jackson Stewart, Emily Osment vai Lilly Trustcott/Lola Luftnagle, Miley Cyrus vai Miley Stewart/Hannah Montana, và Moisés Arias vai Rico Suave

Các diễn viên trong Hannah Montana Forever (phần 4).
(trái sang phải) Billy Ray Cyrus, Moisés Arias, Miley Cyrus, Emily Osment và Jason Earles.

### Nhân vật chính
- Miley Cyrus trong vai Miley Stewart/Hannah Montana: Là một ca sĩ với cuộc sống hai mặt: Là Miley Stewart khi trong bộ dạng của cô bé học sinh, là Hannah Montana với tóc giả vàng óng hát hay, nhảy đẹp. Miley khá cá tính, dịu dàng và hay mơ mộng nhưng cũng đôi lúc lại đanh đá và nói hơi nhiều một chút.
- Emily Osment trong vai Lilly Truscott/Lola Luftnagle: Bạn gái thân nhất của Miley, tính tình ngược hẳn với bạn mình:Là một Lilly bình thường có phong cách tomboy, nhí nhảnh và cũng rất mạnh mẽ, khi là Lola lại là một cô nàng với mái tóc đa sắc màu cùng với phong cách ăn mặc không giống ai. Lilly biết được bí mật của Miley khi lẻn vào phòng thay đồ của Hannah và phát hiện được bí mật qua vòng tay khắc tên mình.
- Mitchel Musso trong vai Oliver Oken/Mike Standley III (từ phần 1-3, diễn viên phụ phần 4): Cậu bạn trai chơi thân với Miley và Lilly, khá nhút nhát nhưng vẫn hay cố gắng chứng tỏ mình mạnh mẽ. Ngoài ra Oliver còn rất giỏi hát rap, khi đi cùng Hannah, cậu hóa mình thành Mike-rapper chuyên nghiệp. Oliver biết được sự thật nhờ Miley đã khai thật danh tính mà ra.
- Jason Earles trong vai Jackson Rod Stewart: Là anh trai ruột của Miley, sống luộm thuộm, không có nề nếp. Hai anh em với bản tính trái ngược nhau đã gây ra không ít vụ cãi vã, trả thù nhỏ nhặt thành lớn, tuy vậy Jackson vẫn rất yêu quý em mình và luôn bảo vệ che chở cho Miley.
- Billy Ray Cyrus trong vai Robby Ray Stewart: Là bố của Miley. Ông luôn có những chính kiến của riêng mình để khuyên các con nhưng nhiều lúc lại thành ngược lại. Ông luôn có phong cách của một người sống tại vùng quê nên vẫn còn hơi cổ hủ và lại hay đem các con mình ra so sánh với người họ hàng ở quê của mình.
- Moises Arias trong vai Rico Suave (Phần 2 trở đi, diễn viên phụ phần 1): Tuy còn nhỏ tuổi nhưng cậu bé này rất đanh đá và giàu có. Cậu có cả cửa hàng cho thuê đồ và ăn uống ở biển trong đó có Jackson làm việc cho. Dù vậy cậu lại già đi so với tuổi nhưng lại luôn được các cô gái yêu mến và rất hay bắt nạt Jackson.

### Nhân vật phụ
- Shanica Knowles: Amber Addison
- Anna Maria Perez de Tagle: Ashley Dewitt
- Romi Dames: Traci Van Horn
- Hayley Chase: Joannie Palumbo
- Dolly Parton: Aunt Dolly
- Vicki Lawrence: Mamaw Ruthie Ray Stewart
- Frances Callier: Roxy
- Cody Linley: Jake Ryan
- Selena Gomez: Mikayla
- Morgan York: Sarah
- Noah Cyrus: Little Girl (là vai rất nhỏ, nhưng thường xuyên xuất hiện)
- Erin Matthews: Karen Kunkle
- Paul Vogt: Albert Dontzig
- Lisa Arch: Liposuction Liza
- Andre Kinney: Cooper
- Teo Olivares: Max
- Andrew Caldwell: Thor
- Michael Kagan: Colin Lasetter
- Greg Baker: Ông Corelli
- Tammin Sursok: Siena, bạn gái của Jackson

## Các tập
| Phần | Số tập | Ngày phát sóng chính thức (tại Mĩ) | Ngày phát sóng chính thức (tại Mĩ) |
| Phần | Số tập | Tập đầu                            | Tập cuối                           |
| ---- | ------ | ---------------------------------- | ---------------------------------- |
| 1    | 26     | 24 tháng 3 năm 2006                | 30 tháng 3 năm 2007                |
| 2    | 29     | 23 tháng 4 năm 2007                | 12 tháng 10 năm 2008               |
| 3    | 30     | 2 tháng 11 năm 2008                | 14 tháng 3 năm 2010                |
| 4    | 13     | 11 tháng 7 năm 2010                | 16 tháng 1 năm 2011                |
| Phim | 2 phim |                                    |                                    |

| Series # | Tập # | Tên                                                                          | Đạo diễn              | Biên kịch                              | Ngày phát sóng chính thức | Mã sản xuất |
| -------- | ----- | ---------------------------------------------------------------------------- | --------------------- | -------------------------------------- | ------------------------- | ----------- |
| 56       | 1     | "He Ain't a Hottie, He's My Brother"                                         | Rich Correll          | Steven James Meyer                     | 2 tháng 11 năm 2008       | 302         |
| 57       | 2     | "Ready, Set, Don't Drive"                                                    | Rich Correll          | Jay J. Demopoulos                      | 9 tháng 11 năm 2008       | 301         |
| 58       | 3     | "Don't Go Breaking My Tooth"                                                 | Rich Correll          | Michael Poryes                         | 16 tháng 11 năm 2008      | 303         |
| 59       | 4     | "You Never Give Me My Money"                                                 | Roger S. Christansen  | Andrew Green                           | 23 tháng 11 năm 2008      | 305         |
| 60       | 5     | "Killing Me Softly with His Height"                                          | Rich Correll          | Steven Peterman                        | 14 tháng 12 năm 2008      | 306         |
| 61       | 6     | "Would I Lie to You, Lilly?"                                                 | Shelley Jensen        | Michael Poryes                         | 11 tháng 1 năm 2009       | 308         |
| 62       | 7     | "You Gotta Lose That Job"                                                    | Steve Zuckerman       | Heather Wordham                        | 16 tháng 2 năm 2009       | 307         |
| 63       | 8     | "Welcome to the Bungle"                                                      | Shelley Jensen        | Steven Peterman                        | 1 tháng 3 năm 2009        | 309         |
| 64       | 9     | "Papa's Got a Brand New Friend"                                              | Shelley Jensen        | Maria Brown-Gallenberg                 | 8 tháng 3 năm 2009        | 310         |
| 65       | 10    | "Cheat It"                                                                   | Shannon Flynn         | Jay J. Demopoulos Steven James Meyer   | 15 tháng 3 năm 2009       | 311         |
| 66       | 11    | "Knock Knock Knockin' on Jackson's Head"                                     | Rich Correll          | Andrew Green                           | 22 tháng 3 năm 2009       | 312         |
| 67       | 12    | "You Give Lunch a Bad Name"                                                  | Rich Correll          | Heather Wordham                        | 29 tháng 3 năm 2009       | 314         |
| 68       | 13    | "What I Don't Like About You"                                                | Rich Correll          | Douglas Lieblein                       | 19 tháng 4 năm 2009       | 315         |
| 69       | 14    | "Promma Mia"                                                                 | Rich Correll          | Heather Wordham                        | 3 tháng 5 năm 2009        | 320         |
| 70       | 15    | "Once, Twice, Three Times Afraidy"                                           | Shannon Flynn         | Jay J. Demopoulos Steven James Meyer   | 17 tháng 5 năm 2009       | 317         |
| 71       | 16    | "Jake... Another Little Piece of My Heart"                                   | Roger S. Christiansen | Douglas Lieblein                       | 7 tháng 6 năm 2009        | 304         |
| 72       | 17    | "Miley Hurt the Feelings of the Radio Star"                                  | Rich Correll          | Maria Brown-Gallenberg                 | 14 tháng 6 năm 2009       | 313         |
| 73       | 18    | "He Could Be the One"                                                        | Rich Correll          | Maria Brown-Gallenberg Heather Wordham | 5 tháng 7 năm 2009        | 326/327     |
| 74       | 19    | "Super(stitious) Girl" (Part three of "Wizards on Deck with Hannah Montana") | Rich Correll          | Michael Poryes Steven Peterman         | 17 tháng 7 năm 2009       | 316         |
| 75       | 20    | "I Honestly Love You (No, Not You)"                                          | Shannon Flynn         | Andrew Green                           | 26 tháng 7 năm 2009       | 318         |
| 76       | 21    | "For (Give) a Little Bit"                                                    | Rich Correll          | Maria Brown-Gallenberg                 | 9 tháng 8 năm 2009        | 319         |
| 77       | 22    | "B-B-B-Bad to the Chrome"                                                    | Shannon Flynn         | Jay J. Demopoulos Steven James Meyer   | 23 tháng 8 năm 2009       | 322         |
| 78       | 23    | "Uptight (Oliver's Alright)"                                                 | Art Manke             | Sally Lapiduss                         | 20 tháng 9 năm 2009       | 223         |
| 79       | 24    | "Judge Me Tender"                                                            | Bob Koherr            | Andrew Green                           | 18 tháng 10 năm 2009      | 323         |
| 80       | 25    | "Can't Get Home to You Girl"                                                 | Bob Koherr            | Tom Seeley                             | 8 tháng 11 năm 2009       | 324         |
| 81       | 26    | "Come Fail Away"                                                             | Rich Correll          | Douglas Lieblein                       | 6 tháng 12 năm 2009       | 325         |
| 82       | 27    | "Got to Get Her Out of My House"                                             | Rich Correll          | Douglas Lieblein                       | 10 tháng 1 năm 2010       | 321         |
| 83       | 28    | "The Wheel Near My Bed (Keeps on Turnin')"                                   | Bob Koherr            | Jay J. Demopoulos Steven James Meyer   | 21 tháng 2 năm 2010       | 328         |
| 84       | 29    | "Miley Says Goodbye? Part 1"                                                 | Rich Correll          | Michael Poryes Steven Peterman         | 7 tháng 3 năm 2010        | 329         |
| 85       | 30    | "Miley Says Goodbye? Part 2"                                                 | Rich Correll          | Michael Poryes Steven Peterman         | 14 tháng 3 năm 2010       | 330         |

| Series # | Tập # | Tên                                                  | Đạo diễn                                   | Biên kịch                                            | Ngày phát sóng chính thức | Mã sản xuất |
| -------- | ----- | ---------------------------------------------------- | ------------------------------------------ | ---------------------------------------------------- | ------------------------- | ----------- |
| 86       | 1     | "Sweet Home Hannah Montana"                          | Bob Koherr                                 | Michael Poryes Steven Peterman                       | 11 tháng 7 năm 2010       | 402         |
| 87       | 2     | "Hannah Montana to the Principal's Office"           | Bob Koherr                                 | Steven James Meyer                                   | 18 tháng 7 năm 2010       | 401         |
| 88       | 3     | "California Screamin'"                               | Bob Koherr                                 | Jay J. Demopoulos                                    | 25 tháng 7 năm 2010       | 403         |
| 89       | 4     | "De-Do-Do-Do, Da-Don't-Don't, Don't, Tell My Secret" | Adam Weissman                              | Andrew Green                                         | 1 tháng 8 năm 2010        | 404         |
| 90       | 5     | "It's the End of the Jake as We Know It"             | Shannon Flynn                              | Maria Brown-Gallenberg                               | 8 tháng 8 năm 2010        | 405         |
| 91       | 6     | "Been Here All Along"                                | Adam Weissman                              | Douglas Lieblein                                     | 22 tháng 8 năm 2010       | 407         |
| 92       | 7     | "Love That Let's Go"                                 | Adam Weissman                              | Heather Wordham                                      | 12 tháng 9 năm 2010       | 406         |
| 93       | 8     | "Hannah's Gonna Get This"                            | Bob Koherr                                 | Steven James Meyer (Teleplay) Donna Jatho (Story)    | 3 tháng 10 năm 2010       | 408         |
| 94       | 9     | "I'll Always Remember You"                           | Bob Koherr (Part 1) Shannon Flynn (Part 2) | Andrew Green Maria Brown-Gallenberg                  | 7 tháng 11 năm 2010       | 409-410     |
| 95       | 10    | "Can You See the Real Me?"                           | John D'Incecco                             | Douglas Lieblein                                     | 5 tháng 12 năm 2010       | 411         |
| 96       | 11    | "Kiss It All Goodbye"                                | Shannon Flynn                              | Jay J. Demopoulos (Teleplay) Edward C. Evans (Story) | 19 tháng 12 năm 2010      | 412         |
| 97       | 12    | "I Am Mamaw, Hear Me Roar!"                          | Bob Koherr                                 | Heather Wordham                                      | 9 tháng 1 năm 2011        | 413         |
| 98       | 13    | "Wherever I Go"                                      | Bob Koherr                                 | Michael Poryes Steven Peterman                       | 16 tháng 1 năm 2011       | 414-415     |

## Điện ảnh

### Hannah Montana & Miley Cyrus: Best of Both Worlds Concert
Hannah Montana & Miley Cyrus: Best of Both Worlds Concert là một bộ phim tài liệu âm nhạc phát hành bởi Walt Disney Pictures giới thiệu bởi Disney Digital 3-D. Các buổi chiếu có giới hạn kéo dài trong khoảng 1 tuần 1-7 tháng 2 năm 2008 tại Mỹ và Canada và các nước khau sau đó nhưng đã được kéo dài thêm cho mong muốn của rạp chiếu cũng như khán giả. Walt Disney Pictures gần đây cho biết người ta đã quay buổi biểu diễn tại một vài thành phố cho bộ phim trước khi phát hành. Bộ phim cần kính 3D để xem.
Cuối tuần công chiếu đầu tiên của bộ phim, nó thu về 29 triệu USD, vé cao hơn 50% bình thường - 15 USD, trở thành bộ phim có doanh thu cao nhất trong cuối tuần 1-3 tháng 2. Chiếu chỉ tại 638 rạp, nó lập nên kỷ lục hơn 42000 USD mỗi rạp. Nó cũng lập nên kỷ lục doanh thu cho phim 3 chiều trong 3 ngày cuối tuần. Cuối cùng nó lập kỷ lục cho ngày cuối tuần Super Bowl.

### Hannah Montana: The Movie
Hannah Montana: The Movie là phiên bản điện ảnh của series này. Việc quay phim bắt đầu từ tháng tư 2008, phần lớn tại Columbia, Tennessee và Los Angeles, California. Quay phim kết thúc vào tháng bảy, 2008. Phim phát hành ngày 10 tháng 4 năm 2009 tại Mỹ và Canada, ngày 5 tháng 6 năm 2009 tại Việt Nam.

### Album nhạc phim
| Soundtracks - Hannah Montana (2006) - Hannah Montana 2/Meet Miley Cyrus (2007) - Hannah Montana: The Movie (2009) - Hannah Montana 3 (2009) - Hannah Montana Forever (2010) | Các album khác - Hannah Montana 2: Non-Stop Dance Party (2008) - Best of Both Worlds Concert (2008) - Hits Remixed (2008) |

## Các giải thưởng
| Year | Giải                                  | Hạng mục                                                  | Recipient                                                           | Outcome      |
| ---- | ------------------------------------- | --------------------------------------------------------- | ------------------------------------------------------------------- | ------------ |
| 2006 | Teen Choice Awards                    | TV – Breakout Star                                        | Miley Cyrus                                                         | Đề cử        |
| 2006 | ASCAP Awards                          | Top Television Series                                     | Hannah Montana cast and crew                                        | Đoạt giải    |
| 2007 | Golden Icon Award                     | Best New Comedy                                           | Hannah Montana cast and crew                                        | Đề cử        |
| 2007 | Kid's Choice Awards                   | Favorite Television Actress                               | Miley Cyrus                                                         | Đoạt giải    |
| 2007 | Teen Choice Awards                    | Choice TV Show: Comedy                                    | Hannah Montana cast and crew                                        | Đoạt giải    |
| 2007 | Teen Choice Awards                    | Favorite TV Actress                                       | Miley Cyrus                                                         | Đoạt giải    |
| 2007 | Creative Arts Emmy                    | Outstanding Children's Program                            | Hannah Montana cast and crew                                        | Đề cử        |
| 2008 | Kid's Choice Awards                   | Favorite Television Actress                               | Miley Cyrus                                                         | Đoạt giải    |
| 2008 | Kid's Choice Awards                   | Favorite TV Show                                          | Hannah Montana cast and crew                                        | Đề cử        |
| 2008 | Young Artist Award                    | Best Family Television Series                             | Hannah Montana cast and crew                                        | Đoạt giải    |
| 2008 | Young Artist Award                    | Best Performance in a TV Series – Leading Young Actress   | Miley Cyrus                                                         | Đoạt giải    |
| 2008 | Young Artist Award                    | Best Performance in a TV Series – Recurring Young Actress | Ryan Newman                                                         | Đề cử        |
| 2008 | Young Artist Award                    | Best Young Ensemble Performance in a TV Series            | Miley Cyrus, Emily Osment, Mitchel Musso, Moises Arias, Cody Linley | Đề cử        |
| 2008 | Gracie Allen Awards                   | Outstanding Female Lead – Comedy Series                   | Miley Cyrus                                                         | Đoạt giải    |
| 2008 | Teen Choice Awards                    | Choice TV Actress-Comedy                                  | Miley Cyrus                                                         | Đoạt giải    |
| 2008 | Teen Choice Awards                    | Choice TV Show-Comedy                                     | Hannah Montana cast and crew                                        | Đoạt giải    |
| 2008 | Creative Arts Emmy                    | Outstanding Children's Program                            | Hannah Montana cast and crew                                        | Đề cử        |
| 2008 | Television Critics Association Awards | Outstanding Achievement in Children's Programing          | Hannah Montana cast and crew                                        | Đề cử        |
| 2008 | BAFTA Children's Awards               | BAFTA Kid's Vote 2008                                     | Hannah Montana cast and crew                                        | Đoạt giải    |
| 2008 | ASCAP Awards                          | Top Television Series                                     | Hannah Montana cast and crew                                        | Đoạt giải    |
| 2009 | Kid's Choice Awards                   | Favorite TV Show                                          | Hannah Montana cast and crew                                        | Đề cử        |
| 2009 | Gracie Allen Awards                   | Outstanding Female Lead-Comedy Series                     | Miley Cyrus                                                         | Đoạt giải    |
| 2009 | Creative Arts Emmy                    | Outstanding Children's Program                            | Hannah Montana cast and crew                                        | Đề cử        |
| 2009 | ASCAP Awards                          | Top Television Series                                     | Hannah Montana cast and crew                                        | Đoạt giải    |
| 2010 | Creative Arts Emmy                    | Outstanding Children's Program                            | Hannah Montana cast and crew                                        | Chưa công bố |

## Tiểu thuyết phỏng theo
Disney đã phát hành các tiểu thuyết phỏng theo một số tập trong series
1. Keeping Secrets - Miley Get Your Gum" & "It's My Party And I'll Lie If I Want To
2. Face-Off - You're So Vain, You Probably Think This Zit Is About You" & "Oooh, Oooh, Itchy Woman
3. Super Sneak - She's A Super Sneak" & "I Can't Make You Love Hannah If You Don't
4. Truth Or Dare - Oops! I Meddled Again" & "It's A Mannequin's World
5. Hold On Tight - O Say, Can You Remember The Words?" & "On The Road Again
6. Crush-Tastic! - Good Golly, Miss Dolly" & "Mascot Love
7. Nightmare On Hannah Street - Torn Between Two Hannahs" & "Grandma Don't Let Your Babies Grow Up To Be Favorites
8. Seeing Green - More Than A Zombie To Me" & "People Who Use People
9. Face The Music - Smells Like Teen Sellout" & "We Are Family: Now Get Me Some Water!
10. Don't Bet On It - Bad Moose Rising" & "My Boyfriend's Jackson And There's Gonna Be Trouble
11. Sweet Revenge - The Idol Side Of Me" & "Schooly Bully
12. Win Or Lose - Money For Nothing, Guilt For Free" & "Debt It Be
13. True Blue - Cuffs Will Keep Us Together" & "Me And Rico Down By The School Yard
14. On The Road - Get Down And Study-udy-udy" & "I Want You To Want Me...To Go To Florida
15. Game Of Hearts - My Best Friend's Boyfriend" & "You Are So Sue-able To Me
16. Wishful Thinking - When You Wish You Were The Star" & "Take This Job And Love It!
17. One Of A Kind - I Am Hannah, Hear Me Croak" & "You Gotta Not Fight For Your Right To Party

### Tiểu thuyết khác
1. Hannah Montana: The Movie
2. Rock The Waves
3. In The Loop

## Phát sóng quốc tế
Hannah Montana được chiếu ở những kênh sau trên thế giới:
| Lãnh thổ | Kênh                                                    | Ngày ra mắt                                    |
| --- | ------------------------------------------------------- | ---------------------------------------------- |
| Các nước Ả Rập                                                                                                | Disney Channel Trung Đông                               | 24 tháng 3 năm 2006                            |
| Các nước Ả Rập                                                                                                | MBC3                                                    | 10 tháng 11 năm 2007                           |
| Argentina | Disney Channel Latin America                            | 2006                                           |
| Châu Á - Hàn Quốc - Brunei - Malaysia - Indonesia - Philippines - Singapore - Thái Lan - Việt Nam - Hồng Kông | Disney Channel Asia                                     | 23 tháng 9 năm 2006                            |
| Nam Á - Ấn Độ - Bangladesh - Pakistan - Sri Lanka                                                             | Disney Channel India                                    | 23 tháng 9 năm 2006                            |
| Australia | Disney Channel Australia                                | 7 tháng 8 năm 2006                             |
| Australia | Seven Network                                           | 7 tháng 4 năm 2007                             |
| Bỉ | VT4                                                     | 3 tháng 9 năm 2007                             |
| Brasil | Disney Channel                                          | 26 tháng 11 năm 2006                           |
| Brasil | Rede Globo                                              | 5 tháng 4 năm 2008                             |
| Brasil | SBT                                                     | 2009                                           |
| Bulgaria | Jetix                                                   | 15 tháng 8 năm 2008 (ban đầu chỉ có Tiếng Anh) |
| Bulgaria | BNT 1                                                   | 28 tháng 3 năm 2009                            |
| Canada | Family                                                  | 4 tháng 8 năm 2006                             |
| Quebec | VRAK.TV                                                 | 18 tháng 6 năm 2007                            |
| Chile | Disney Channel Latin America                            | 11 tháng 11 năm 2006                           |
| Trung Quốc | SMG International Channel Shanghai                      | 30 tháng 6 năm 2008                            |
| Colombia | Disney Channel Latin America                            | 12 tháng 11 năm 2006                           |
| Cộng hòa Czech                                                                                                | Jetix                                                   | 2008                                           |
| Đan Mạch | Disney Channel Đan Mạch                                 | 29 tháng 9 năm 2006                            |
| Đan Mạch | DR 1                                                    | Tháng 1, 2007                                  |
| Cộng hòa Dominican                                                                                            | Disney Channel Latin America                            | 12 tháng 11 năm 2006                           |
| Phần Lan | Phiên bản tiếng Phần Lan của Disney Channel Scandinavia | 29 tháng 2 năm 2008                            |
| Pháp | Disney Channel Pháp                                     | 3 tháng 10 năm 2006                            |
| Đức | Disney Channel Đức                                      | 23 tháng 9 năm 2006                            |
| Đức | Super RTL                                               | 24 tháng 9 năm 2007                            |
| Iceland | Sjónvarpið                                              | 2007                                           |
| Ireland | RTÉ Two, Disney Channel                                 | 6 tháng 5 năm 2006                             |
| Israel | Arutz Ayladim (Kids Channel)                            | 6 tháng 6 năm 2007                             |
| Ý | Disney Channel Italy                                    | 21 tháng 9 năm 2006                            |
| Nhật Bản | Disney Channel Nhật Bản                                 | 14 tháng 10 năm 2006                           |
| Nhật Bản | TV Tokyo                                                | 5 tháng 10 năm 2007                            |
| Cộng hòa Macedonia                                                                                            | A1 television                                           | 29 tháng 9 năm 2008                            |
| México | Disney Channel Latin America                            | 12 tháng 11 năm 2006                           |
| México | Azteca 7 TV Azteca                                      | 6 tháng 7 năm 2007                             |
| Hà Lan | Jetix Phần 1 được lồng tiếng, phần 2 là phụ đề.         | 17 tháng 5 năm 2008                            |
| New Zealand                                                                                                   | Disney Channel New Zealand TV 3 Sticky TV               | 7 tháng 8 năm 2006                             |
| Na Uy | Disney Channel Scandinavia                              | 29 tháng 9 năm 2006                            |
| Pakistan | Disney Channel                                          | 24 tháng 3 năm 2006                            |
| Pakistan | Disney Channel Trung Đông                               | 24 tháng 3 năm 2006                            |
| Pakistan | Disney Channel Ấn Độ                                    | 23 tháng 9 năm 2006                            |
| Pakistan | Jetix Pakistan                                          | 5 tháng 1 năm 2008                             |
| Pakistan | GEO Kids                                                | 2009                                           |
| Pakistan | WikKid Plus                                             | 12 tháng 1 năm 2009                            |
| Panama | Disney Channel Latin America                            | 12 tháng 11 năm 2006                           |
| Panama | Tele 7                                                  | 2 tháng 1 năm 2008                             |
| Peru | Disney Channel Latin America                            | 11 tháng 11 năm 2006                           |
| Ba Lan | Disney Channel Ba Lan                                   | 2 tháng 12 năm 2006                            |
| Bồ Đào Nha | Disney Channel Bồ Đào Nha                               | 2006                                           |
| România | TVR 1                                                   | 3 tháng 7 năm 2007                             |
| România | Jetix                                                   | 15 tháng 8 năm 2008                            |
| Nga | STS                                                     | 1 tháng 9 năm 2008                             |
| Nam Phi | Disney Channel Nam Phi                                  | 29 tháng 9 năm 2006                            |
| Tây Ban Nha                                                                                                   | Disney Channel Tây Ban Nha                              |                                                |
| Slovakia | STV 1, Jetix                                            | 2007                                           |
| Thụy Điển | Disney Channel Scandinavia                              | 29 tháng 9 năm 2006                            |
| Đài Loan | Disney Channel Taiwan                                   | 4 tháng 11 năm 2006                            |
| Thổ Nhĩ Kỳ | Digiturk, Disney Channel                                | 29 tháng 4 năm 2007                            |
| Vương Quốc Anh                                                                                                | Disney Channel UK                                       | 6 tháng 5 năm 2006                             |
| Hoa Kỳ | Disney Channel                                          | 24 tháng 3 năm 2006                            |
| Hoa Kỳ | ABC Kids                                                |                                                |
| Việt Nam | Disney Channel Asia                                     | 23 tháng 9 năm 2006                            |
| Việt Nam | VTC9                                                    | 19 tháng 4 năm 2010                            |

## Trờ chơi điện tử
- Hannah Montana: Spotlight World Tour
- Hannah Montana: Music Jam
- Hannah Montana: Pop Star Exclusive
- Hannah Montana DS
- Dance Dance Revolution Disney Channel Edition
- Disney Sing It
- Hannah Montana: The Movie